# Saison 1962-1963 du MC Oran
Maillots
Chronologie
Saison précédente Saison suivante
Cet article traite de la saison 1962-1963 du Mouloudia Club d'Oran.
Les matchs se déroulent essentiellement en Championnat d'Algérie 1962-1963, le premier championnat national de l'Algérie indépendante, mais aussi en Coupe d'Algérie 1962-1963.

## Effectif du MC Oran, saison 1962-1963
| Poste¹ | Nat.² | Nom                             | Naissance                  | Sélection³ |
| ------ | ----- | ------------------------------- | -------------------------- | ---------- |
| G      | ALG   | Larbi Mahnane                   | 6 février 1939             | -          |
|        | ALG   | Lahouari Berras                 |                            | -          |
|        | ALG   | ... Hassan                      |                            | -          |
|        | ALG   | Hadj Naïr                       |                            | -          |
| D      | ALG   | Lahouari Beddiar                | 29 mars 1936 à Oran        | Algérie    |
|        | ALG   | ... Medjahan                    |                            | -          |
|        | ALG   | Hamida Bensenouci               |                            | -          |
| D      | ALG   | Larbi Ouis                      | 3 juillet 1935 à Oran      | Algérie    |
|        | ALG   | Belhadj Bendjahan               |                            | -          |
|        | ALG   | Hamidi Aouissi                  |                            | -          |
| A      | ALG   | Benaouda Boudjellal « Tchengo » |                            | -          |
|        | ALG   | Kaddour Naïr                    |                            | -          |
| A      | ALG   | Abdelkader Fréha                | 29 octobre 1943 à Oran     |            |
|        | ALG   | ... Ouzaïd                      |                            | -          |
|        | ALG   | ... Chouiter                    |                            | -          |
|        | ALG   | Bouabdallah Nehari              | 2 mai 1943- 6 janvier 2021 | -          |
| G      | ALG   | ... Tedj                        |                            | -          |
| G      | ALG   | ... Mohamed                     |                            | -          |
|        | ALG   | ... Hamadi                      |                            | -          |
|        | ALG   | Abdelhamid Belabbès             |                            | -          |

- 1 : G, Gardien de but ; D, Défenseur ; M, Milieu de terrain ; A, Attaquant
- 2 : Nationalité sportive, certains joueurs possédant une double-nationalité
- 3 : sélection la plus élevée obtenue .

## Championnat (Tournoi final - Oran)
- Championnat d'Algérie de football 1962-1963

Le premier championnat se déroule sous forme de trois groupes finaux répartis en trois zones (Alger, Oran et Constantine). Les premiers de chaque groupe ainsi que le deuxième du groupe Alger se qualifient à un tournoi final au format coupe avec comme tours, les demi-finales et la finale pour désigner le champion. Le MC Oran se classe deuxième au tournoi final de la zone Oran.

### Résultats

#### 1er Phase régionale Groupe I
| Date             | J           | Adversaire | Lieu | Résultat | Buteurs pour le MCO | Buteurs pour l'adv. | Réf.  |
| MATCHES ALLER    |             |            |      |          |                     |                     |       |
| 7 octobre 1962   | 1re journée |            |      |          |                     |                     |       |
| 14 octobre 1962  | 2e journée  |            |      |          |                     |                     |       |
| 28 octobre 1962  | 3e journée  |            |      |          |                     |                     |       |
| 11 novembre 1962 | 4e journée  |            |      |          |                     |                     |       |
| 18 novembre 1962 | 5e journée  |            |      |          |                     |                     |       |
| 2 décembre 1962  | 6e journée  |            |      |          |                     |                     |       |
| 30 décembre 1962 | 7é journée  | ASM Oran   | Dom. | 0 - 1    |                     | ?                   | [ 1 ] |
| 6 janvier 1963   | 8é journée  |            |      |          |                     |                     |       |
| MATCHS RETOUR    |             |            |      |          |                     |                     |       |
| 20 janvier 1963  | 9e journée  |            |      |          |                     |                     |       |
| 17 février 1963  | 10e journée |            |      |          |                     |                     |       |
| 24 février 1963  | 11e journée |            |      |          |                     |                     |       |
| 10 mars 1963     | 12e journée |            |      |          |                     |                     |       |
| 17 mars 1963     | 13e journée |            |      |          |                     |                     |       |
| 24 mars 1963     | 14e journée |            |      |          |                     |                     |       |
| 7 avril 1963     | 15é journée | ASM Oran   | Ext. | 1 - 3    | Belabbés , Naïr     |                     | [ 1 ] |
| 14 avril 1963    | 16é journée |            |      |          |                     |                     |       |

*** nb ;le mcoran remporte son groupe devant l'asmoran lors de l'avant derniére journée du championnat avec trois points d'écart .******* le classement du groupe 1 ; paru dans la voix de l'oranie numéro 191 du samedi 15 juillet 2000 page 21 .
| Rang | Équipe                | Pts | J  | G | N | P | Bp | Bc | GA |
| ---- | --------------------- | --- | -- | - | - | - | -- | -- | -- |
| 1    | MC Oran               |     | 16 |   |   |   |    |    |    |
| 2    | ASM Oran              |     | 16 |   |   |   |    |    |    |
| 3    | JS Sidi L'Houari      |     | 16 |   |   |   |    |    |    |
| 4    | JS Ain El-Turk        |     | 16 |   |   |   |    |    |    |
| 5    | CC Oran               |     | 16 |   |   |   |    |    |    |
| 6    | FC Oran               |     | 16 |   |   |   |    |    |    |
| 7    | SC Lourmet (El Amria) |     | 16 |   |   |   |    |    |    |
| 8    | US Arzew              |     | 16 |   |   |   |    |    |    |
| 9    | JS Tlelat             |     | 16 |   |   |   |    |    |    |

#### 2ephase régionale
| Date          | J | Adversaire    | Lieu                   | Résultat | Buteurs pour le MCO | Références                                                           |
| 21 avril 1963 | 1 | SCM Oran      | oran                   | 2 - 0    | /                   | la voix de l'oranie numéro 191 du samedi 15 juillet 2000 page 21 .   |
| 28 avril 1963 | 2 | Perrégaux GS  | oran                   | 1 - 2    |                     | la voix de l'oranie numéro 191                                       |
| 1 mai 1963    | 3 | Exempt        |                        |          |                     |                                                                      |
| 5 mai 1963    | 4 | JSM Tiaret    | stade municipal d'oran | 2 - 1    |                     | la voix de l'oranie numéro 192 du dimanche 16 juillet 2000 page 21 . |
| 12 mai 1963   | 5 | CR Témouchent | témouchent             | 3 - 1    |                     | la voix de l'oranie numéro 192                                       |
| 19 mai 1963   | 6 | MC Saïda      | saida                  | 5 - 1    |                     | la voix de l'oranie numéro 192                                       |
| 26 mai 1963   | 7 | RC Cité Petit | oran                   | 4 - 0    |                     | la voix de l'oranie numéro 192                                       |

***nb ; source ; les résultats enregistrés ainsi que le classement final du tournoi des champions parus dans le journal la voix de l'oranie numéro 192 du dimanche 16 juillet 2000 page 21 .

### Classement
| Rang | Équipe        | Pts | J | G | N | P | Bp | Bc | GA    |
| ---- | ------------- | --- | - | - | - | - | -- | -- | ----- |
| 1    | SCM Oran      | 14  | 6 | 3 | 2 | 1 | 10 | 6  | 1,667 |
| 2    | MC Saïda      | 14  | 6 | 2 | 4 | 0 | 16 | 11 | 1,455 |
| 3    | JSM Tiaret    | 13  | 6 | 2 | 3 | 1 | 6  | 5  | 1,2   |
| 4    | Perrégaux GS  | 13  | 6 | 3 | 1 | 2 | 7  | 6  | 1,167 |
| 5    | CR Témouchent | 12  | 6 | 2 | 2 | 2 | 8  | 7  | 1,143 |
| 6    | MC Oran       | 10  | 6 | 2 | 0 | 4 | 9  | 13 | 0,692 |
| 7    | RC Cité Petit | 8   | 6 | 0 | 2 | 4 | 4  | 12 | 0,333 |

- Champion d'Orannie 1962-1963, qualifié pour le National

## Coupe d'Algérie
Le MC Oran se fait éliminer par le futur vainqueur de la Coupe d'Algérie, l'ES Sétif, lors des quarts de finale.
| Date             | Heure | Tour                   | Adversaire | Stade (ville)                     | Résultat | Buteurs pour le MCO | Buteurs pour l'adv. | Réf. |
| 21 octobre 1962  |       | 1re tour régional      | RS Tiaret  | Tiaret                            | 3 - 0    |                     |                     |      |
| 25 novembre 1962 |       | 2e tour régional       | n.c        |                                   | 0 - 0    |                     |                     |      |
| 16 décembre 1962 |       | 3e tour régional (32e) | n.c        |                                   | 0 - 0    |                     |                     |      |
| 20 décembre 1962 |       | 4e tour régional (16e) | n.c        |                                   | 0 - 0    |                     |                     |      |
| 18 janvier 1963  |       | Huitièmes de finale    | RC Arba    | Stade municipal, Oran             | 2 - 0    | Belabbès , Naïr     |                     |      |
| 3 mars 1963      |       | Quarts de finale       | ES Sétif   | Stade Ben Abdelmalek, Constantine | 0 - 1    | -                   |                     |      |